# Days of Thunder
Days of Thunder is een autosport-dramafilm uit 1990 onder regie van Tony Scott. Deze werd genomineerd voor de Academy Award voor beste geluid.

## Verhaal
Cole Trickle (Tom Cruise) is een talentvol autoracer en komt zodoende terecht in de zware competitie van de NASCAR-sport. Hoewel gezegend met een natuurlijke aanleg, heeft hij ook een kort lontje. Zijn gedrag brengt hem in de problemen met zowel de andere racers als met de mensen uit zijn eigen team, met name zijn teambaas Harry Hogge (Robert Duvall). Wanneer Trickle een relatie krijgt met hersenchirurge Claire Lewicki (Nicole Kidman) lijkt zij een kalmerende invloed op hem te hebben. De roekeloze nieuwkomer op de baan Russ Wheeler (Cary Elwes) krijgt hem niettemin weer op de kast en vecht zijn strijd met Trickle zowel op als buiten de baan uit.

## Rolverdeling
| Acteur               | Personage          |
| -------------------- | ------------------ |
| Tom Cruise           | Cole Trickle       |
| Robert Duvall        | Harry Hogge        |
| Nicole Kidman        | Dr. Claire Lewicki |
| Randy Quaid          | Tim Daland         |
| Cary Elwes           | Russ Wheeler       |
| Michael Rooker       | Rowdy Burns        |
| Fred Dalton Thompson | Big John           |
| John C. Reilly       | Buck Bretherton    |
| J.C. Quinn           | Waddell            |
| Don Simpson          | Aldo Bennedetti    |
| Caroline Williams    | Jennie Burns       |
| Donna W. Scott       | Darlene            |

## Soundtrack
De filmmuziek voor Days of Thunder is gecomponeerd door Hans Zimmer, met Jeff Beck als leadgitarist. Dit was de eerste van een langdurige samenwerking waarin Zimmer de filmmuziek voor een productie van Jerry Bruckheimer zou componeren. Een officieel soundtrackalbum met de originele filmmuziek werd pas in 2013 uitgebracht door La-La Land Records. Het themalied "Last Note of Freedom" van de film werd gezongen door David Coverdale van de band Whitesnake op verzoek van Tom Cruise zelf.
De liedjes uit de film bevat:
- "Gimme Some Lovin'" - Terry Reid
- "Break Through the Barrier" - Tina Turner
- "Trail of Broken Hearts" - Cher
- "Hearts in Trouble" - Chicago
- "You Gotta Love Someone" - Elton John
- "Thunderebox" - Apollo Smile
- "Deal for Life" - John Waite
- "Show Me Heaven" - Maria McKee (geschreven voor de film)
- "Knockin' on Heaven's Door" - Guns N' Roses
- "The Last Note of Freedom" - David Coverdale (geschreven voor de film)
- "Long Live the Night" - Joan Jett & The Blackhearts

## Prijzen en nominaties
| Jaar | Prijs                 | Categorie            | Genomineerde(n)                                                    | Uitslag     |
| ---- | --------------------- | -------------------- | ------------------------------------------------------------------ | ----------- |
| 1991 | Academy Award (Oscar) | Beste geluid         | Donald O. Mitchell, Rick Kline, Kevin O'Connell en Charles Wilborn | Genomineerd |
| 1991 | BMI Film & TV Award   | BMI Film Music Award | Hans Zimmer                                                        | Gewonnen    |